# Eleutherodactylus nigrovittatus
Eleutherodactylus nigrovittatus là một loài ếch trong họ Leptodactylidae.
Nó được tìm thấy ở Colombia, Ecuador, Peru, và có thể cả Brasil.
Các môi trường sống tự nhiên của chúng là các khu rừng ẩm ướt đất thấp nhiệt đới hoặc cận nhiệt đới và các khu rừng trước đây bị suy thoái nặng nề.